# Otto Maurenbrecher

Otto Maurenbrecher in Cottbus

Otto Maurenbrecher (* 1872 in Königsberg; † 1960) war ein deutscher Schauspieler, Regisseur und Theaterintendant.

## Leben und Wirken
Otto Maurenbrecher entstammt dem bekannten Düsseldorfer Postmeistergeschlecht Maurenbrecher und war der Sohn des Historikers Wilhelm Maurenbrecher und dessen Cousine Mary Maurenbrecher. Ottos Brüder waren der Altphilologe Berthold Maurenbrecher, der Schauspieler Wilhelm Maurenbrecher und der Theologe Max Maurenbrecher. Der Liedermacher Manfred Maurenbrecher ist Otto Maurenbrechers Enkel.
Nach Abschluss seiner schauspielerischen Ausbildung und einzelner Saisonverpflichtungen übernahm Maurenbrecher im Jahr 1911 als Nachfolger von Max Berg-Ehlert die Direktorenstelle am Stadttheater Cottbus. Ein Jahr später beschloss er, Opern ganzjährig anzubieten, und verpflichtete dazu ein mittlerweile auf 32 Musiker angewachsenes Orchester. Unter dem 1. Kapellmeister Hans-Philipp Othmer ließ Maurenbrecher nach dem Einstand mit Beethovens „Fidelio“ in den nächsten zwei Jahren annähernd 30 Opern und Operetten sowie volkstümliche Konzertabende aufführen, bevor anschließend der Erste Weltkrieg für eine längere Konzertpause sorgte.
Maurenbrecher blieb bis 1920 in Cottbus und wechselte ein Jahr später als Nachfolger von Reinhold Pester zum 1921 fusionierten Theater Krefeld und Mönchengladbach. Hier legte er mehr Wert auf das Schauspiel, ohne jedoch die Kompetenzen seines Kapellmeisters Curt Cruciger zu beschneiden. Maurenbrecher blieb bis zur unerwarteten schnellen Auflösung des Fusionsvertrages im Jahr 1923 am Stadttheater Krefeld-Mönchengladbach und verbrachte anschließend eine weitere Spielzeit in Krefeld.
Im Jahr 1924 übernahm Maurenbrecher eine Verpflichtung als Direktor am Theater Aachen. Bis 1927 legte Maurenbrecher Wert auf die Pflege der klassischen und vor allem der zeitgenössischen Werke. Unter seiner Leitung brachte die Oper mehrere Erstaufführungen heraus, darunter beispielsweise „Der Vampyr“ von Heinrich Marschner in Bearbeitung von Hans Pfitzner, „Der Kuß“ von Bedřich Smetana nach einer Bearbeitung von Leo Schottländer, „Mona Lisa“ von Max von Schillings, „Abu Hassan“ von Carl Maria von Weber und „Die Opernprobe“ von Albert Lortzing. Mit der Schauspielabteilung inszenierte er unter anderem „Peer Gynt“ von Henrik Ibsen und „Eine Frau ohne Bedeutung“ von Oscar Wilde als Aachener Erstaufführung sowie „Dover-Calais“ von Julius Berstl und „Papiermühle“ von Georg Kaiser als Uraufführung. 
Dennoch hatte Maurenbrecher während seiner Aachener Zeit ständig mit Finanzierungsproblemen zu kämpfen und wandte sich daher mit einem Aufruf an die Aachener Bevölkerung, mit dem er um mehr Dauerkartenabonnenten warb. Sein Arbeitgeber, die Stadtverwaltung, fand diesen eigenmächtigen Aufruf nicht angemessen und es kam im Kulturausschuss zu heftigen Tumulten und gegenseitigen Vorwürfen bezüglich dieser Situation und damit verbunden zu Diskussionen über die Weiterverpflichtung von Maurenbrecher. 
Schließlich zog Maurenbrecher selbst die Konsequenzen und wechselte 1927 an die Vereinigten Bühnen von Elberfeld-Barmen, wo er einen Sechs-Jahres-Vertrag erhielt. Anlässlich der Städtevereinigung von Elberfeld und Barmen im Jahr 1929 erhielt diese Theatergemeinschaft den Namen Städtische Bühnen Wuppertal und Otto Maurenbrecher wurde als ihr erster Intendant übernommen. Maurenbrecher legte den Schwerpunkt im vormaligen „Elberfelder Haus“ auf das Schauspiel und im „Barmer Theater“ auf Opernaufführungen.
Ebenso wie bereits in Aachen musste er auch in Wuppertal zunehmend mit finanziellen Schwierigkeiten kämpfen und zusätzlich im Jahr 1932 eine von der Stadt geförderte eigenständige Theaterbetriebs-GmbH akzeptieren. Dies führte dazu, dass nicht mehr alle Aufführungen wie geplant umgesetzt werden konnten, und daher beendete er sein Engagement in Wuppertal am 31. Mai 1932 vorzeitig und wurde von Paul Smolny abgelöst.
Ab 1933 übernahm Maurenbrecher als Nachfolger von Hans Fiala die Intendanz am Theater Plauen. Anfang 1936 wurde er als Verwaltungsdirektor ans Theater des Volkes in Berlin-Mitte berufen. Er galt im Sinne des NS-Regimes als zuverlässig. Maurenbrecher hatte sich seit 1932 im antisemitischen Kampfbund für deutsche Kultur engagiert und war seit Mai 1933 Mitglied der NSDAP.
Anschließend verliert sich seine Spur.